# Robin Iglicár
Robin Iglicár, född 18 oktober 1990, är en svensk fotbollsspelare som spelar för Trollhättans BoIS.

## Karriär
Iglicár är uppvuxen i Uddevalla. Som sexåring började han spela fotboll i Herrestads AIF. Som 16-åring gick han över till Ljungskile SK. Iglicár spelade sex säsonger för klubben i Superettan.
I januari 2016 värvades han av norska FK Ørn-Horten. I december 2016 värvades Iglicár av division 2-klubben Vänersborgs FK. I januari 2019 gick han till division 3-klubben Trollhättans BoIS. Säsongen 2019 spelade Iglicár 18 matcher och gjorde tre mål. Säsongen 2020 spelade han 10 matcher och gjorde två mål för Trollhättans BoIS i Division 4, vilket hjälpte klubben att bli uppflyttad tillbaka till Division 3. Säsongen 2021 spelade Iglicár 17 matcher och gjorde sju mål.